# Nicolas Souchu
Nicolas Souchu né le 25 juillet 1958 à Neuilly-sur-Seine est un ecclésiastique catholique français, évêque d'Aire et Dax dans les Landes depuis novembre 2017, après avoir été pendant neuf ans évêque auxiliaire de Rennes, de novembre 2008 à novembre 2017.

## Biographie
Nicolas Souchu est le fils de Jean Souchu (1926-2014), boulanger, et de Huguette Bourgeois son épouse, dont les ancêtres sont boulangers durant cinq générations ; ses quatre grands-parents exerçaient cette profession. Il est écolier, collégien et lycéen aux lycées Pothier et Benjamin-Franklin d'Orléans.
Après avoir obtenu une maîtrise en administration économique et sociale, Nicolas Souchu est membre des groupes de formation universitaire. Il poursuit sa formation vers la prêtrise au séminaire interdiocésain d'Orléans de 1980 à 1986, puis à l'Institut catholique de Paris. Il obtient une maîtrise en théologie biblique et systématique en juillet 1999.

### Principaux ministères

#### Prêtre
Il est ordonné diacre le 19 mai 1985 à Pithiviers et ordonné prêtre le 1er juin 1986 pour le diocèse d'Orléans, puis il est successivement vicaire à Gien de 1986 à 1992, curé in solidum du secteur ouest d'Orléans de 1992 à 1995.
Membre de l'équipe animatrice du séminaire interdiocésain d'Orléans, il est directeur du premier cycle du séminaire d'Orléans de 1993 à 1999, vicaire épiscopal pour l'agglomération d'Orléans, responsable adjoint de la formation permanente du diocèse d'Orléans de 1995 à 1999, aumônier régional des groupes de formation universitaire, responsable de la formation des jeunes prêtres de la région apostolique du Centre, 
De 1999 à 2000, il est curé de Saint-Marceau et Saint-Jean-le-Blanc, vicaire épiscopal pour l'agglomération d'Orléans.
Il devient vicaire général du diocèse le 30 mars 2000.
Par ailleurs, de 2002 à 2005 il est secrétaire de la commission épiscopale des ministères ordonnés (CEMIOR). De 2004 à 2006, il est modérateur de la paroisse Sainte-Jeanne-d'Arc d'Orléans, et de 2006 à 2007 administrateur de la paroisse Saint-Jean de Braye. Au 1er octobre 2008, il devient membre de l'équipe d'aumônerie de la maison d'arrêt d'Orléans.

#### Évêque
Le pape Benoît XVI le nomme évêque auxiliaire de Rennes, aux côtés de Pierre d'Ornellas, archevêque de Rennes, le 28 novembre 2008 avec le titre d'évêque titulaire (ou in partibus) de Cataquas.
Une messe d'envoi a lieu à la cathédrale Sainte-Croix d'Orléans le 11 janvier 2009.
Il reçoit la consécration épiscopale le 18 janvier 2009 à la cathédrale Saint-Pierre de Rennes de Pierre d'Ornellas, archevêque de Rennes, assisté de André Fort, évêque d'Orléans et de Gérard Daucourt, évêque de Nanterre et ancien évêque d'Orléans.
Le 19 septembre 2009, il est cosignataire de l'appel des évêques de Bretagne demandant la reconnaissance de la mission des agriculteurs avec les évêques Pierre d'Ornellas, Raymond Centène, évêque de Vannes, Lucien Fruchaud, évêque de Saint-Brieuc et Tréguier et Jean-Marie Le Vert, évêque de Quimper et Léon.
En 2011, il donne son accord pour la consolidation de la fresque peinte par Geoffroy Dauvergne sur la façade de l'Église Saint-Jean-l'Évangéliste de Saint-Servan à Saint-Malo, qui sera restaurée en 2014 avec le concours de la fondation du Patrimoine. Le 18 octobre 2014, il participe à la célébration de l'eucharistie avec d'autres prêtres et le nouveau curé de cette paroisse, le père Gallais.
Le 15 novembre 2017, il est nommé évêque d'Aire et Dax dans les Landes par le pape François.

## Prises de position
En 2024, France Inter révèle que lorsqu'il était vicaire général, il a reçu de nombreuses plaintes de parents au sujet de prêtres pédophiles (Olivier de Scitivaux), mais n'a rien fait pour protéger d'éventuelles nouvelles victimes. 
Le Monde évoque les victimes alléguées d’un prêtre lazariste, Vincent Goguey. Or Nicolas Souchu a chargé ce dernier, une fois les restrictions de ministère levées par sa congrégation, d'encadrer des jeunes lors de diverses sorties. En octobre 2024, Nicolas Souchu s’excuse d'avoir placé Vincent Goguey auprès de jeunes en voyage organisé par le diocèse.

## Blason

« Parti mi-coupé à senestre, au premier d'or à l'ancre de gueules surmonté d'une colombe d'argent tenant dans son bec un rameau d'olivier, au second d'azur à trois besants d'or, un en chef deux en pointe, au troisième d'un champ d'hermines, écu posé sur une croix de procession à une traverse, d'or à cinq clous de gueules, surmonté d'un chapeau de sinople, accompagnée d'une cordelière à six houppes de même ».

## Devise épiscopale
« Paix et espérance ».

## Publications
- Lecture théologique de l'œuvre d'Adolphe Gesché : Dieu pour penser, Imprimerie du Séminaire des Carmes, 1999, 118 p.
- « Une belle catéchèse », in Ange Leport, Un nouveau regard sur la fresque de l'église Saint-Jean-l'évangéliste à Saint Malo, préface, Combourg, Bayard Service Edition, 2015, 20 p.  (ISBN 9782915216981).